# 道の駅したら
道の駅したら（みちのえき したら）は、愛知県北設楽郡設楽町清崎字中田にある国道257号の道の駅である。2021年（令和3年）5月13日にオープンした。設楽町奥三河郷土館と設楽町観光協会が設置されている。

## 施設
- 駐車場：43台
  - 第2駐車場：280台
  - 2輪車専用駐車場：49台
  - サイクルスタンド：2基
- トイレ（24時間利用）
  - 男：大・2器、小・4器 - 内オスメイト対応トイレ1か所。
  - 女：8器 - 内オスメイト対応1か所。
  - バリアフリートイレ - 多目的シート、ベビーチェア、フィティングボード完備。
  - みんなのトイレ - ベビーシート、ベビーチェア、フィティングボード完備。
- インフォメーションセンター
- ベビーコーナー（授乳室）
- 非常用電源
- 貯水槽
- 公衆電話
- 公衆無線LAN（道の駅スポット）
- 売店
- レストラン
- ほうらいせん酒らぼ（日本酒体験工房） - 関谷醸造[3]
- 交流広場（みんなの広場）
- 歴史民俗資料館「設楽町奥三河郷土館」[2]
- 設楽町観光協会
- 廃線車輛展示施設 - 豊橋鉄道田口線で使用されていた電車「モハ14」が展示されている[2][4]。
- EV充電施設

### 管理団体
- 設楽町

## 休館日
- 設楽町奥三河郷土館 - 毎週火曜日（祝日の場合は翌日）、年末年始
- 地域産業振興施設 - 年中無休

## アクセス
- 国道257号 - 登録路線

## ギャラリー
- 入口
- 豊橋鉄道田口線で使用されていた「モハ14」
- 駐車場
- 清嶺市場
- ほうらいせん酒らぼ

## 周辺
- 田峰観音（高勝寺）
- 田峯城
- 田峯特産物販売組合
- 設楽ダム
- 八雲苑
- 塩津温泉